# 安威了佐
安威 了佐（あい りょうさ）は、豊臣秀吉の右筆、奏者。摂津守、五左衛門。実名は重胤、重純。洗礼名シモン(『耶蘇会年報』)。摂津国安威城主。小西行長らと共に、宣教師以下のキリシタン勢力を豊臣秀吉に結びつける役割を果たしており、伴天連追放以後も、キリシタンサイドの役割を担い続けていたことが明らかとなっている。

## 経歴
細川高国に属した安威弥四郎の子という説があるが詳細は不明。
天正11年（1583年）9月以前にキリスト教に入信する。
天正13年（1585年）頃の摂津豊島郡豊臣直領の代官。勝尾寺、箕面寺を管理した。中川秀政が播磨三木へ移封となった後､了佐が茨木領に入ったとされる。
天正14年（1586年）イエズス会準管区長コエリョの大坂城訪問時に接待役を務め、大谷吉継と共にコエリョへ果物と干柿を持参している。
天正15年（1587年）博多での伴天連追放令を、最初にコエリョに伝達したのは、了佐と小西行長の一家臣であった。
天正18年（1590年）、小田原陣中で、制札の調整に専念している。同年、安威了佐に替わって、河尻秀長が摂津国・茨木の代官に任命され、茨木城に入城した。この代官交替には摂津国が秀吉の第一子・鶴松の扶養領とされた事との関連が想定されている。また勝尾寺に残る『大阪奉行衆等交名覚』には、安威了佐や河尻秀長、後の茨木城主・片桐貞隆の名が記されており、江戸時代における大坂町奉行と同一視される権限を有していた事が窺える。

文禄元年、朝鮮出兵では名護屋城に駐屯。
秀吉死後は豊臣秀頼に仕え、慶長16年禁裏普請の時には、大坂方で参加をしている。